# پدرو سابایا
پدرو سابایا (اسپانیایی: Pedro Zaballa‎؛ ۲۹ ژوئیهٔ ۱۹۳۸ – ۴ ژوئن ۱۹۹۷) یک بازیکن فوتبال در پست مهاجم اهل اسپانیا بود.

## باشگاهی
از باشگاه‌هایی که در آن بازی کرده‌است می‌توان به بارسلونا و ریسینگ سانتاندر اشاره کرد.
وی همچنین در تیم ملی فوتبال اسپانیا بازی کرده‌است.
| #  | تاریخ        | ورزشگاه                               | حریف          | گل زده | نتیجه | رقابت                                 |
| -- | ------------ | ------------------------------------- | ------------- | ------ | ----- | ------------------------------------- |
| ۱. | ۸ آوریل ۱۹۶۴ | دالیمانت پارک، دوبلین، جمهوری ایرلند  | جمهوری ایرلند | ۰–۱    | ۰–۲   | مرحله مقدماتی جام ملت‌های اروپا ۱۹۶۴   |
| ۲. | ۸ آوریل ۱۹۶۴ | دالیماونت پارک، دوبلین، جمهوری ایرلند | جمهوری ایرلند | ۰–۲    | ۰–۲   | 1964 European Nations' Cup qualifying |

## افتخارات
بارسلون
- اینتر-سیتیز فیرز کاپ: ۱۹۶۵–۶۶
- کوپا دل ری: ۱۹۶۲–۶۳